# Landeskroner Weiher

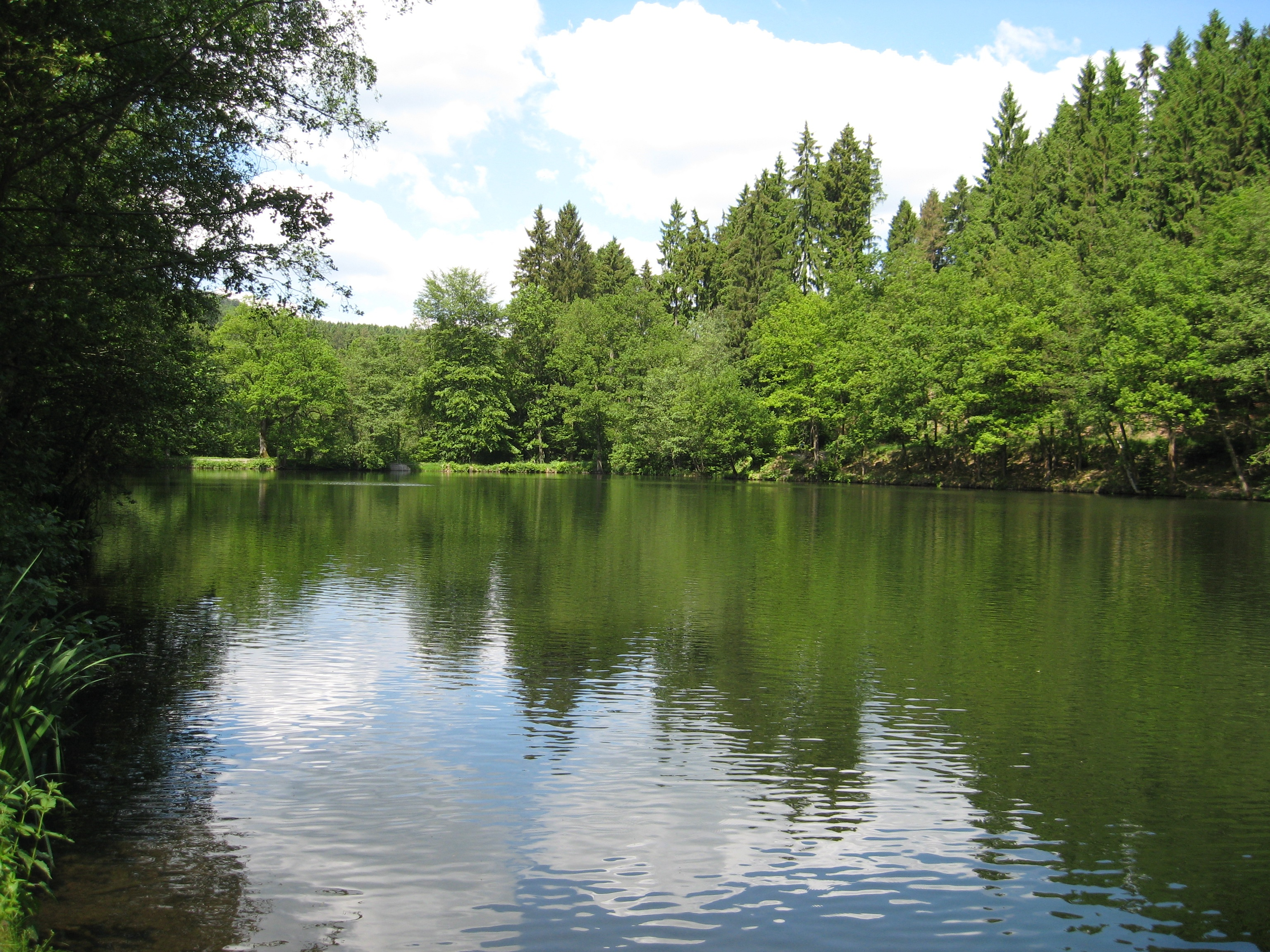
Der Landeskroner Weiher von Südosten gesehen

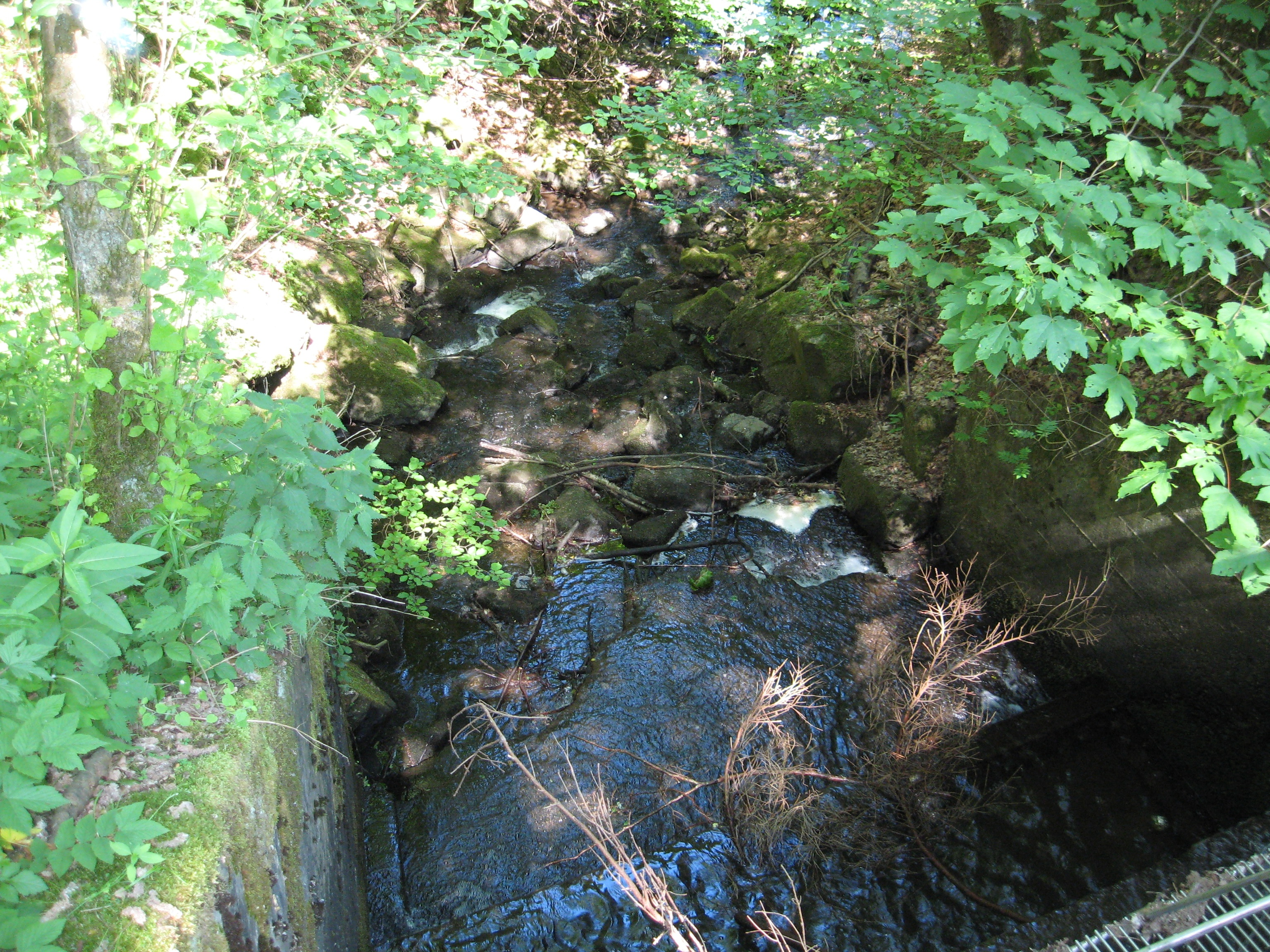
Abfließendes Wasser am Westende

Der Landeskroner Weiher ist ein Stausee bei Wilden, einem Ortsteil der Gemeinde Wilnsdorf im Kreis Siegen-Wittgenstein in Nordrhein-Westfalen.
Der Weiher liegt auf 372,1 m Höhe, ist etwa 230 m lang, bis zu 70 m breit und hat eine Wasserfläche von knapp 13.500 m² (1,35 ha). Gespeist wird der Weiher vom Wildebach, der am östlichen Ende zufließt und am westlichen Ende wieder abfließt. Der ursprüngliche Bachverlauf deckt sich allerdings nur auf etwa 200 m mit dem Weiher. Durch die Wasserbewegung bleibt das Wasser auch im Sommer kühl. Der Weiher ist seit Jahren ein beliebtes Ausflugsziel im Sommer. Der Wildener Angelverein sowie die DLRG Siegerland haben eine Hütte am Ufer. Der Verein lädt zudem jedes Jahr am 1. Mai zum Feiern zum Weiher ein. Am östlichen Ende führt seit den 1960er Jahren die Bundesautobahn 45 mit der Talbrücke Landeskroner Weiher über den Weiher hinweg.
Damit Erzförderung und Aufbereitung  der Grube Landeskrone schneller und effektiver arbeiten konnten, baute man im Jahr 1890 einen Damm zum Stauen des Wildebachs. Am Morgen des 24. November 1890 brach der Damm des Weihers, nachdem es tagelang geregnet hatte. Die Felder und Wiesen von Mittel- und Unterwilden wurden verwüstet und die Winterernte vernichtet. Bauernhäuser, Schuppen und Stallungen wurden zerstört und mitgerissen. Der Pegel des Wildebachs stieg auf etwa einen Meter zusätzlich an. Oberwilden wurde von den Fluten verschont, da es im Tal des Kleinen Wildenbachs, einem Seitental des Wildebachs lag.
Da die Pfeiler der Talbrücke Landeskroner Weiher teilweise im Wasser standen, musste für deren Ersatzneubau ab 2022 der Wasserspiegel des Weihers um etwa 3,5 Meter abgesenkt werden. Zum Schutz der dort ansässigen Wasserfledermaus durfte der See nicht restlos trocken fallen; gemäß einer Auflage der Naturschutzbehörde war unbedingt eine Restwasserfläche vorzuhalten. Durch die Absenkung des Wasserspiegels verkleinerte sich die Wasserfläche auf knapp die Hälfte (rund 6000 m²).